# Protótipo da Bandeira Nacional do Brasil
O Protótipo da Bandeira Nacional do Brasil é uma  pintura a óleo do artista brasileiro Décio Villares (1851-1931). Fazia parte do acervo da Igreja Positivista do Brasil de onde foi roubada em 2010.

## Descrição
A pintura foi executada baseada nos desenhos de Raimundo Teixeira Mendes (1855-1927) matemático e filósofo positivista assim como Décio Villares. Também teve a colaboração de Miguel Lemos e do astrônomo Manuel Pereira Reis, que organizou a posição exata das estrelas no dia 15 de Novembro de 1889, dia da Proclamação da República. Seu lema foi baseado em uma frase do pai do positivismo, Augusto Comte.

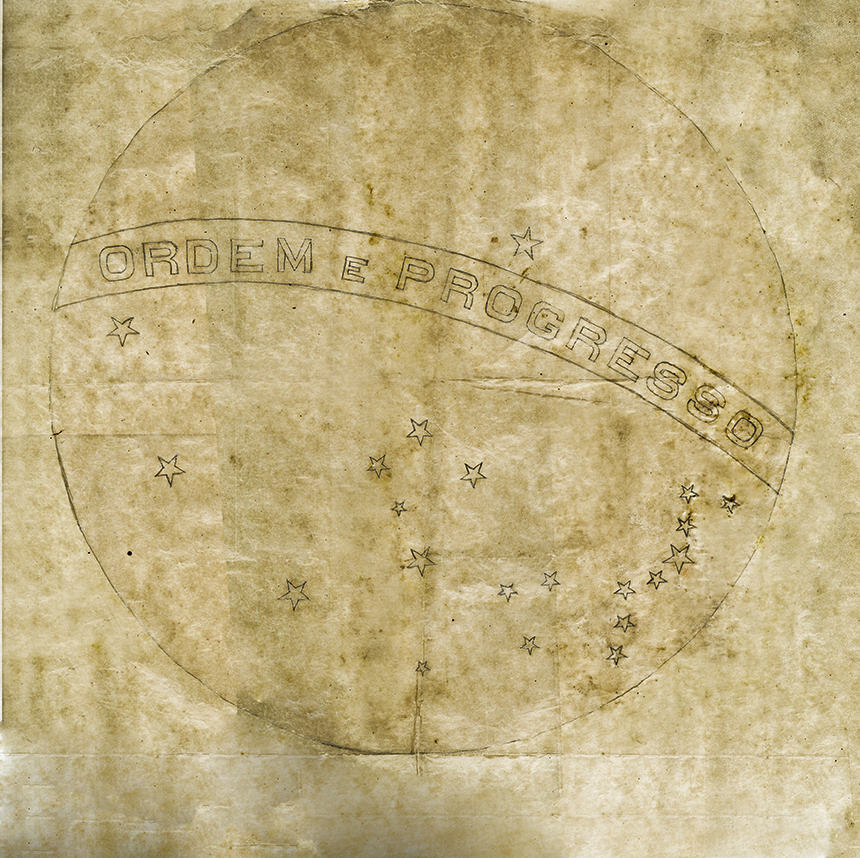
Esfera da Bandeira Nacional em papel vegetal, autor Raimundo Teixeira Mendes. Material descoberto na Igreja Positivista do Brasil, no Rio de Janeiro.
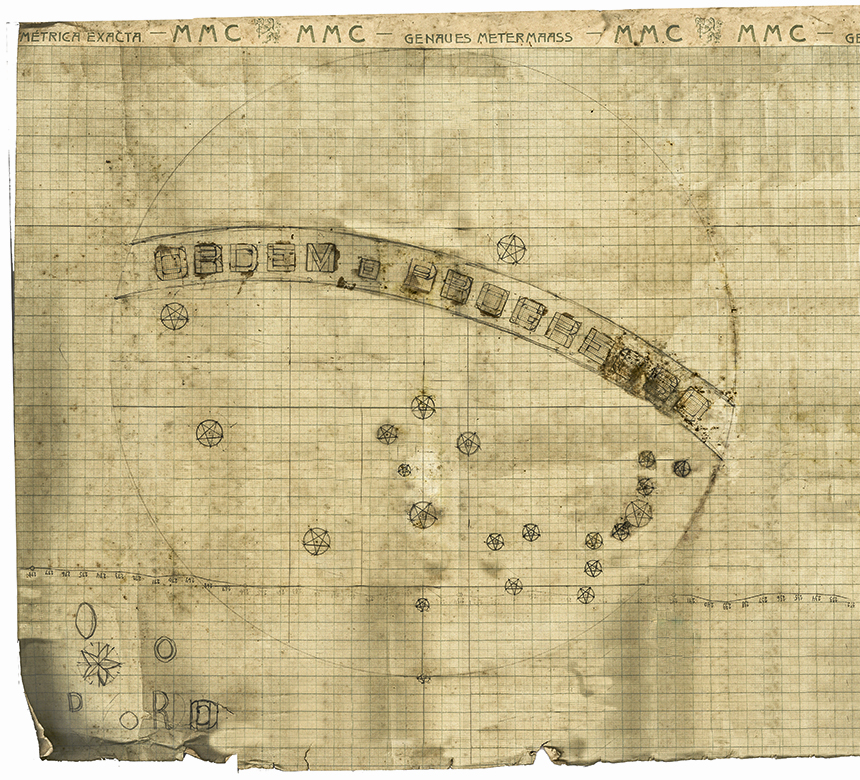
Esboço da Bandeira Nacional feito em papel quadriculado, datado novembro de 1889, autoria de Raimundo Teixeira Mendes.